# Nyúl Péter 2. – Nyúlcipő
A Nyúl Péter 2. – Nyúlcipő (eredeti cím: Peter Rabbit 2: The Runaway) 2021-ben bemutatott amerikai–ausztrál–brit vegyes technikájú vígjáték-kalandfilm, melyben valós és számítógéppel animált díszletek, élő és számítógéppel animált karakterek közösen szerepelnek. A film folytatása a 2018-ban bemutatott Nyúl Péter című filmnek. Rendezője Will Gluck, producerei Will Gluck, Zareh Nalbandian, Catherine Bishop és Jodi Hildebrand. A forgatókönyvet Will Gluck és Patrick Burleigh írta, a zenéjét Dominic Lewis szerezte. A főszerepekben Domhnall Gleeson, Rose Byrne és David Oyelowo látható. A mozifilm gyártója a Columbia Pictures, forgalmazója a Sony Pictures Releasing.
A film bemutatója az Amerikai Egyesült Államokban 2021. június 11., Magyarországon  június 24., az InterCom Zrt. jóvoltából. A projekt bemutatóját számos alkalommal elhalasztották a Covid-19 világjárvány miatt.

## Cselekmény
Thomas és Bea esküvője az összes barátjuk, ember és állat jelenlétében zajlik. Nyúl Péter nehezen fogadja el életének ezt az új részét. A nászút után Thomas segít Beának a „Péterről és barátairól” szóló gyermekmesekönyvei kinyomtatásában. Péter megdöbbenve veszi tudomásul, hogy a könyvek őt rosszcsontnak ábrázolják. Bea levelet kap postán egy kiadótól, aki szeretné kiadni a könyveit.
Thomas és Bea elviszi Pétert, Benjámint, Fülest, Tapsit és Pamacsot, hogy találkozzanak a kiadóval, Nigel Basil-Jones-szal. Nigel bemutatja a marketingtervét, amely Pétert rosszcsontnak festi le. Még egy plakátot is látnak egy lehetséges Nyúl Péter filmről, ami egyenesen gonosztevőnek állítja be őt. A megdöbbent Péter elsétál a csoporttól, és bemegy a városba, ahol találkozik egy Barnabás nevű idősebb nyúllal. Barnabás felismeri Pétert, mint régi barátja fiát, de közben állatbefogók elkapják őket, és egy állatkereskedésbe viszik.
Bea elkezdi átruházni Nigelre a könyvei jogait, aki beleegyezik, hogy a könyvekből nem csinálnak pénzgyárat. Ám kiderül, hogy Nigelnek pont ez a terve, hiszen arról híres, hogy az egyszerű koncepciókat a kortárs közönségnek valóvá alakítja, hogy nagy tömegben dobhassa piacra.
Pétert és Barnabást egy Amelia nevű kislány fogadja be, aki egy darabig vadul játszik velük, majd ketrecbe dugja őket. Barnabásnak könnyedén sikerül kiszabadítania magát és Pétert, majd a legénysége is megjelenik és az összes fellelhető élelmiszert elviszik a házból: Sompoly Samu egér, a hátborzongató Tomi cica és Mici, Tomi nővére segítségével.
Thomas és Bea ezután megtalálják Pétert, és hazaviszik, míg Barnabás visszatér a rejtekhelyére.
Másnap Péter elviszi Benjámint és a húgait, hogy együtt találkozzanak Barnabás bandájával. Barnabás fogadja Pétert és családját, és mindannyiuknak elárulja nagy tervét. Ő és a bandája ki akarja rabolni a termelői piacot, a nagy zsákmányuk pedig a csomagolt aszalt gyümölcs, mert az kis helyen elfér.
Eközben Thomas és Bea ismét találkozik Nigellel, hogy átbeszéljék a nyulakra vonatkozó terveit. Thomas rájön, hogy Nigel ötletei nem állnak Bea eredeti munkájával összhangban. A nyulak segítséget kérnek állatbarátaiktól (Tüskés néni, Kacsa Jolán, Pecás Jeremiás, Borz bácsi, Janó, a városi egér, Félix, a szarvas), hogy véghez vigyék a rablást. Miután a szárított gyümölcsöket a menekülő teherautójukba pakolják, az összes állatot, köztük Benjámint és a nővéreket is, elfogják az állatkereskedés emberei.
Péter legnagyobb megdöbbenésére kiderül, hogy Barnabás csak arra használta őt és barátait, hogy az aszalt gyümölcsöt magának tartsa meg. Sőt, szándékosan találkozott Péterrel a városban, miután olvasott róla a könyvben, de még csak nem is ismerte Péter apját. Mindenki Pétert hibáztatja, amiért ilyen helyzetbe sodorta őket, miközben ő maga szörnyen érzi magát.
Péter Thomas segítségét kéri a barátai visszaszerzésében. Miután a teherautójukból kifogy az üzemanyag, Beához fordulnak segítségért, miközben ő éppen Nigellel és a kiadóvállalat többi tagjával tárgyal telefonon. Bea is felismeri Nigel szándékait, és visszavonja a történet kiadási jogait Nigel cégétől. Miután megbeszélte a dolgot Thomasszal, beleegyezik, hogy segít neki és Péternek visszaszerezni az összes barátjukat.
Péter, Benjámin és a nővérek ezután Barnabás rejtekhelyére mennek, ahol megfordítják a kockát azzal, hogy kötélre kötik Barnabást és a bandáját, hogy mindannyiukat elhurcolják, amikor a közeli szabóság tulajdonosa elindul a teherautójával. Ezután mindannyiukat elfogják az állatkereskedés emberei, így Barnabás visszakerül oda, ahonnan egyszer már elmenekült.
A nyulak ezután az összes aszalt gyümölcsöt visszaadják az eredeti tulajdonosoknak.
A nyulak csatlakoznak Thomashoz és Beához, miközben hazafelé tartanak, Péter pedig úgy dönt, hogy hajlandó lesz hallgatni azokra, akik szeretik őt.
A stáblista alatt látható első jelenetben Beának és Thomasnak kislánya születik, miközben kiderül, hogy megjelent a második könyv is Nyúl Péter 2 címmel. A másik jelenetben a kakas és gyermekei felfedezik, hogy mi a céljuk a farmon.

## Szereplők
| Élőszereplő         | Színész           | Magyar hang            |
| ------------------- | ----------------- | ---------------------- |
| Bea McGregor        | Rose Byrne        | Kelemen Kata           |
| Thomas McGregor     | Domhnall Gleeson  | Czető Roland           |
| Nigel Basil-Jones   | David Oyelowo     | Horváth-Töreki Gergely |
| Amelia              | Lily Hall         | Kobela Kira            |
| Amelia anyja        | Raelee Hill       | Ligeti Kovács Judit    |
| Liam                | Owen Beamond      | Sándor Barnabás        |
| A gloucesteri szabó | Jonathan Elsom    | Kajtár Róbert          |
| Carlos              | Tom Golding       | Rada Bálint            |
| Sara Nakamoto       | Chika Yasumura    | Mayer Szonja           |
| Animált szereplő    | Eredeti hang      | Magyar hang            |
| Nyúl Péter          | James Corden      | Elek Ferenc            |
| Tapsi / narrátor    | Margot Robbie     | Sodró Eliza            |
| Füles               | Elizabeth Debicki | Kis-Kovács Luca        |
| Pamacs              | Aimee Horne       | Szilágyi Csenge        |
| Nyuszi Benjámin     | Colin Moody       | Varga Gábor            |
| Barnabás            | Lennie James      | Ficzere Béla           |
| Tomi cica           | Damon Herriman    | Mészáros Béla          |
| Mici, Tomi nővére   | Hayley Atwell     | Gáspár Kata            |
| Sompoly Samu        | Rupert Degas      | Rába Roland            |
| Robinson malac      | Rupert Degas      | Seder Gábor            |
| Utcazenész mókus    | Rupert Degas      | Manuel                 |
| Tüskés néni         | Sia Furler        | Dobó Ágnes             |
| Kacsa Jolán         | Rose Byrne        | Kokas Piroska          |
| Pecás Jeremiás      | Domhnall Gleeson  |                        |
| Borz bácsi          | Sam Neill         | Kapácsy Miklós         |
| Röffencs malac      | Ewen Leslie       | Nagy Ervin             |
| Janó, városi egér   | David Wenham      | Galbenisz Tomasz       |
| Félix, a szarvas    | Matt Villa        | Gábor Dániel           |
| Róka úr             | Stewart Alves     | Sarádi Zsolt           |
| JW kakas III        | Jack Andrew       | Rajkai Zoltán          |

## Folytatás
2021 májusában Will Gluck bejelentette, hogy már készül a harmadik film forgatókönyve.

## Fordítás
- Ez a szócikk részben vagy egészben  a   Peter Rabbit 2 - Un birbante in fuga című olasz Wikipédia-szócikk fordításán alapul.  Az eredeti cikk szerkesztőit annak laptörténete sorolja fel. Ez a jelzés csupán a megfogalmazás eredetét és a szerzői jogokat jelzi, nem szolgál a cikkben szereplő információk forrásmegjelöléseként.